# Peter Gibson (chính khách)
Peter Alexander Gibson (sinh ngày 22 tháng 5 năm 1975) là một chính khách của đảng Bảo thủ Anh, người từng là Thành viên Quốc hội (MP) cho Darlington kể từ tổng tuyển cử năm 2019. Ông trước đây là ứng cử viên quốc hội bảo thủ cho Redcar năm 2017.

## Tuổi thơ
Gibson lớn lên ở Saltburn-by-the-Sea và học luật tại Đại học Newcastle. Trước khi được bầu làm Nghị sĩ, ông làm luật sư chuyên về kiện tụng thương tích cá nhân và là Giám đốc điều hành của Coles Solicitor từ năm 2006 đến 2019. Ông đã bỏ phiếu trong trưng cầu dân ý Brexit 2016.

## Sự nghiệp quốc hội
Gibson đã đánh bại bộ trưởng Brexit bóng tối Jenny Chapman trong tổng tuyển cử năm 2019, lần đầu tiên giành ghế bảo thủ trong 27 năm và chiếm đa số hơn 3000 phiếu.
Gibson đã sử dụng bài phát biểu đầu tiên của mình tại Hạ viện để ủng hộ một số vấn đề bầu cử.
Ông là thành viên của Ủy ban Phụ nữ và Bình đẳng.